# ラブリー!
『ラブリー!』は、桜沢エリカによる日本の漫画作品。

## 概要
『CUTiE Comic』（宝島社）において連載が開始された。同誌の廃刊後、『Zipper comic』（祥伝社）などへ掲載誌を移した。数年間の中断期間ののち、『FEEL YOUNG』（同）のウェブサイト『FC Web』（同）において続編が連載され、完結した。主人公・鈴木みいなは当初は高校生、続編では大学生となっている。

## 書誌情報
桜沢エリカ 『ラブリー!』 宝島社〈ワンダーランドコミックス〉、1巻（未完）
- 1巻、1999年7月発行、ISBN 978-4796615372

桜沢エリカ 『ラブリー!』 祥伝社〈FEEL YOUNGコミックスGOLD〉、全4巻
- 1巻、2000年11月13日発行、ISBN 978-4396762353
- 2巻、2000年11月13日発行、ISBN 978-4396762360
- 3巻、2001年9月8日発行、ISBN 978-4396762544
- 4巻、2009年1月22日発行、ISBN 978-4396764517